# Zigmantas
Zigmantas ist ein litauischer männlicher Vorname (abgeleitet von Sigmund).

## Personen
- Zigmantas Pocius (1935–1997),  litauischer  Verlagsmanager und Politiker, Mitglied des Seimas
- Zigmantas Balčytis (* 1953), Politiker, kommissarischer Ministerpräsident von Litauen, Finanz- und Verkehrsminister
- Zigmantas Benjaminas Kazakevičius (* 1942), Politiker, Vizeminister,  Leiter von Bezirk Kaunas
- Kristupas Zigmantas Pacas (1621–1684), Kanzler des Großfürstentums Litauen
- Zigmantas Vaza (1566–1632),  ab 1587 als König von Polen und Großfürst von Litauen